# SS Katowice (1957)
SS Katowice – polski masowiec typu B-32, tzw. "coaster", zbudowany w Stoczni im. Adolfa Warskiego w Szczecinie, który wszedł do eksploatacji 1 maja 1957.

## Historia i rejsy
Statki tego typu budowano w Szczecinie w latach 1954-1958. W sumie zwodowano ich 41. Tylko część z nich pływała pod banderą polską: SS Malbork, SS Katowice, SS Gniezno, SS Sławno, SS Bielsko, SS Cieszyn i SS Opole. Pozostałe jednostki trafiły do Związku Sowieckiego, Chińskiej Republiki Ludowej, Albanii i Egiptu.
Frachtowiec obsługiwał tzw. duński most węglowy, zawijał do portów w Kopenhadze, Randers oraz Odense. Pływał także do Finlandii, Szwecji, Belgii i Holandii. Po 22 latach został sprzedany armatorowi Ino Compania Naviera z Panamy. Nowi właściciele zmienili nazwę statku na "Mamalou".